# ساتورو ماکینو
ساتورو ماکینو (انگلیسی: Satoru Makino؛ زادهٔ ۲۵ نوامبر ۱۹۹۰) بازیکن فوتبال اهل ژاپن است.